# 前転とび
前転とび（前転跳び、ぜんてんとび、英: handspring forward to stand）は器械運動における技の一種。「ハンドスプリング」もしくは単に「ハンド」とも呼ばれる。

## 概要
器械運動では「腕立て前方転回」と称される技であったが、1964年（昭和39年）の東京オリンピック開催を機に述語の統一が図られ「前転とび」が正式名称となった。「前方倒立回転とび」のことであり、英語表記ではhandspring forward to standである。ここから「ハンドスプリング」もしくは単に「ハンド」とも呼ばれる。また「地上転回」と呼ばれることもある。
学校教育では器械運動において「腕立て前転」として取り入れられている。跳び箱運動では前方倒立回転跳びは前方屈腕倒立回転跳びの屈腕の度合いを減らした発展技とされている。

## 習得法及び指導法
技の習得に腕立て前転から「とんぼ返り」のようなイメージで入る場合と、側方倒立回転から入り後半にひねりを加える方法がある。

## ハンドスプリングスローイン
サッカーのスローインにおいて器械運動の前方倒立回転とび（ハンドスプリング）を取り入れた方法はハンドスプリングスローインと呼ばれている。